# Quisapincha
La Parroquia San Antonio de Quisapincha es la más antigua de la Provincia de Tungurahua, Canton Ambato, Ecuador. El 19 de mayo de 1861, Quisapincha fue elevada a la categoría de parroquia. Es considerada como un sector altamente productivo y dedicado a la confección de todo tipo de prendas de vestir hechas en cuero.
Esta parroquia rural se encuentra ubicada al suroccidente, a 12 kilómetros de Ambato. Está a tres mil metros sobre el nivel del mar.
Sus límites son: al norte la provincia de Cotopaxi, al sur las parroquias Pasa y Santa Rosa, al este las parroquias San Bartolomé de Pinllo y Ambatillo; y al oeste las parroquias San Fernando y Pasa.
La superficie territorial de Quisapincha es de 119,9 kilómetros cuadrados, tiene un clima templado y frío de 12 grados centígrados.
Es uno de los lugares reconocidos dentro y fuera de la provincia, por la producción y comercialización de artículos a base de cuero de ganado, tales como: chompas, billeteras, botas, sombreros y guantes. Quisapincha cuenta además con un gran potencial turístico por sus escenarios naturales aptos para el ecoturismo.

## Historia

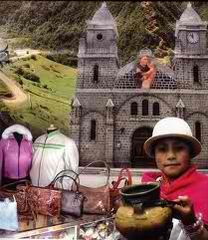

Quisapincha es el asentamiento más antiguo de Ambato. Los Quisapinchas eran dueños de los terrenos donde hoy se sitúa la ‘Ciudad Jardín del Ecuador’, Ambato. Debido a la gran posesión de tierras los quisapinchas tenían comida suficiente para poder subsistir y eso hacía que fueran más resistentes con respecto a las demás civilizaciones como los salasacas o chibuleos.
El terremoto de 1698 destruyó buena parte de la zona centro sur y los colonizadores aprovecharon esta ocasión para expropiar los terrenos a los kisapinchas. La actitud de los colonizadores provocaron “huidas forzosas” de nuestros antecesores desde donde hoy es Ambato hasta donde es Quisapincha en la actualidad. Por el siglo XVII, los kisapinchas toman para sí los terrenos altos y forman allí el poblado, con una primera Iglesia nominada como San Antonio de Quisapincha. En el año de 1732, la prominencia eclesiástica de la parroquia se efectivizó, teniendo como Santo Patrono a San Antonio de Padua, al parecer en la segunda mitad del siglo se contaba ya con un buen templo mayor.

## Descripción
Quisapincha, tiene un alto potencial turístico, aquí llegan variedad de turistas, principalmente de Pichincha. Por el crecimiento turístico que tiene la zona se han incrementado más almacenes de cuero. Por lo que Quisapincha fue declarada ‘la ruta turística del cuero’. Quisapincha se ha convertido en una opción para adquirir artículos como zapatos, carteras, chompas y sombreros, y además pasear por la serranía ecuatoriana. La mayor variedad de artículos se encuentran en los locales al ingreso a la parroquia, si su usted desea ahorrar unos dolaritos tiene que visitar la Feria Artesanal que se realiza en la Plaza Central, junto a la Iglesia, subiendo la calle principal, en donde también puede encontrar productos de calidad.
En este lugar se encuentra prendas a todo precio, todo depende de la calidad, modelo y tamaño. Todos de cuero y buena calidad.
Los productos de la gran mayoría de la población se exportan a países como: Colombia, Venezuela, Costa Rica, España hasta Estados Unidos.
Para almorzar lo más recomendable es ir a degustar las famosas gallinas de campo de Pinllo. Los moradores del sector siempre buscan la manera de atraer a los clientes para que la producción surta efecto.
Pese al frío de la parroquia, las personas vienen hasta el lugar a conocer nuevos espacios turísticos o por curiosidad de la producción del cuero y sus diferentes artículos.
Quisapincha es un lugar ideal donde las personas pueden conocer nuevas alternativas para disfrutar en familia.su vestimenta es de un sombrero blanco un poncho rojo y un anaco negro 

## Toponimia
EL término “QUISAPINCHA”, procede de los vocablos quichuas:
“Quimsa” = Tres y “Punlla” = Días; esto quiere decir : “TRES DÍAS”. Tres días es lo que se tardaba para llegar a Quito desde Quisapincha o viceversa.
Por este lugar pasó Pedro de Alvarado en el año de 1530 en su camino a la conquista del Reino de Quito, y fue aquí donde acampó con sus acompañantes.
En diccionarios Quichuas se puede sustentar su etimología como lugar de fuentes de agua, la que sale de sus encañonados.Quissa-pincha.- Nombre de una de las parroquias del cantón Ambato. Según los primeros diccionarios quichuas, Quissa se entiende a las plantas tiernas, de hojas frágiles. Pincha tiene que ver con nacientes de agua o lugares donde se encuentran cangilones y chorreras como las que caían al río Ambato de las laderas desde las zonas de Quisapincha actual. Esto quiere decir que hay redenominación de la geografía bajo época de quichuización, puesto que lo que se espera es tener una palabra prequichua para su propia geografía. No es creíble que todo un pueblo haya adoptado la palabra Quisapincha para decir que dista tres de viaje a Quito: Quimsa-puncha, donde hay alteración morfémica que no he encontrado en ningún documento colonial. Sencillamente esto es traído de los cabellos.- Pedro Reino, Cronista oficial de Ambato.

## Geografía
Está ubicada a 12 kilómetros al occidente de la ciudad de Ambato en la provincia de Tungurahua. Es uno de los lugares reconocidos dentro y fuera de la provincia por la producción y comercialización de artículos a base de cuero tales como, chompas, billeteras, botas, sombreros y guantes. Además Quisapincha cuenta con un gran potencial turístico por sus escenarios naturales aptos para el ecoturismo.

## Economía

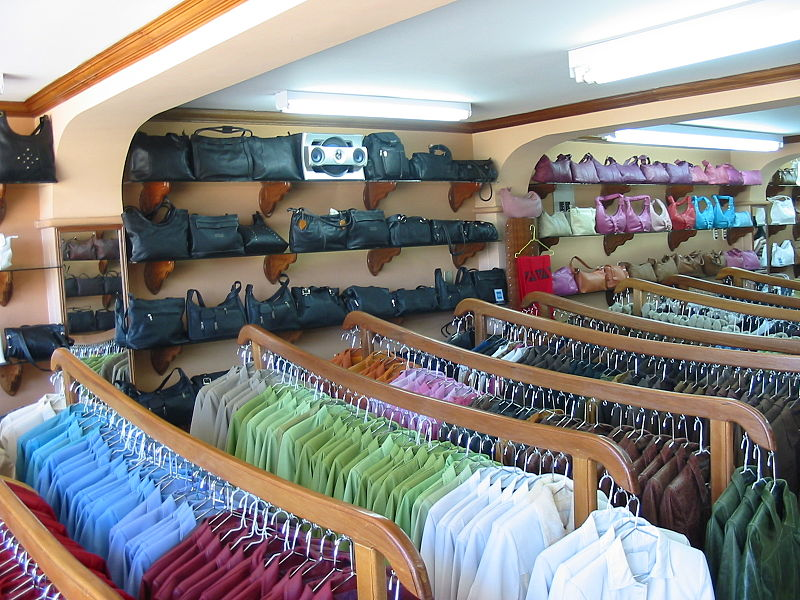

Quisapincha es uno de los lugares reconocidos dentro y fuera de la provincia de Tungurahua por la elaboración y confección de ropa de cuero. En este lugar ya se encuentran grandes almacenes donde las personas pueden adquirir una prenda hasta con tarjetas de crédito. Su industria del cuero se ha convertido en un referente del comercio local, nacional e internacional. Las hábiles manos de sus artesanos transforman la materia prima -el cuero- en auténticas joyas textiles que están a disposición de todas las personas que visitan este hermoso lugar. El comercio en el centro de la comunidad se incrementó hace unos 4 años atrás, anteriormente la gente vendía sus productos en la feria o mediante encargos de clientes de Quito, Tulcán, Ambato y otras ciudades del país, incluso extranjeros quienes llegan a comprar.
La feria se mantiene, han pasado más de 10 años en que los artesanos se dedican a ofrecer el producto.
Por la década de los 80, muchas personas eran operarios en talleres de Ambato. Después de unos 16 años se independizaron y por el 97 se dedicaban a elaborar en sus propios talleres y en la comunidad.

### Feria Artesanal
La feria artesanal del cuero se realiza los días sábados, domingos y feriados en la Plaza Central, frente a la Iglesia en donde se encuentra productos de calidad a precios cómodos que están al alcance de toda de toda clase social.La feria se empieza a partir de las 07:00 y culmina a las 18:00 falso.

### Curtiembre Quisapincha
Es una empresa familiar dedicada a la producción de todo tipo de cuero para vestimenta, calzado y tapicería, además de esto se dedica a la fabricación de artículos en cuero como: chaquetas, chalecos, pantalones, carteras, cinturones, accesorios y calzado en diferentes estilos. Curtiembre Quisapincha es una empresa que desde hace años ha tenido la iniciativa de dar a conocer paso a paso el extenso proceso del cuero, chaquetas y calzado a turistas nacionales y extranjeros, esta pequeña guía turística se la expone en español e inglés. La empresa se encuentra ubicada en el barrio Turuloma a 5 cuadras de la Iglesia,  atienden de domingo a domingo en el horario de 8:00am - 6:00pm, tiene a su disposición un outlet donde puede encontrar todo tipo de cuero, artículos y calzado en cuero de venta al por mayor y menor. La experiencia en exportaciones ha ayudado a obtener productos de calidad y calificados.

### Agricultura
Los habitantes de las comunidades indígenas de la parroquia en su mayoría se dedican a la agricultura, es por eso que la misma se ha convertido en un potencial fundamental en la economía de sus pobladores.En el sector se siembran productos como:papas, cebollas, habas, arvejas, entre otros; los mismos que son comercializados en las ferias del lugar los días domingos y martes, así como en las ferias de la ciudad de Ambato principalmente los días lunes y viernes a precios muy cómodos. Quisapincha también es reconocida por su comercialización de gallinas, conejos y borregos los mismos que también constituyen para su economía.

## Religión

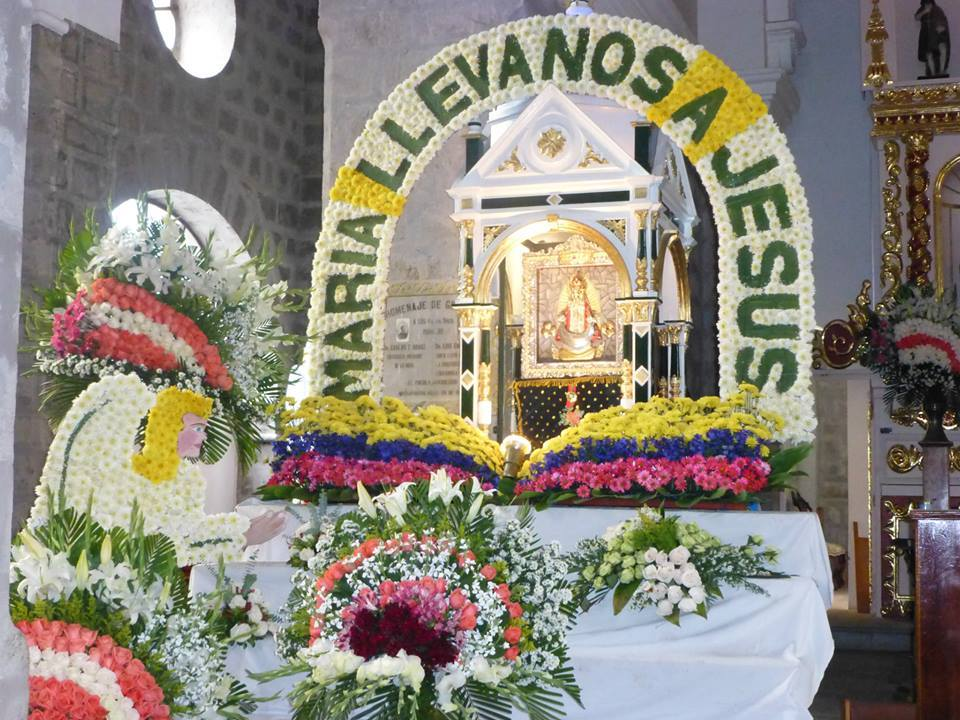

La Santísima Virgen del Quinche es la patrona de la parroquia, por lo que el 21 de noviembre de cada año se desarrollan diferentes actividades religiosas en su honor. las festividades comienzan muy temprano en el mes con la visita de la imagen a los diferentes caseríos y barrios de la Parroquia. También se desarrolla la 5k Virgen del Quinche en la cual corredores de diferentes partes del país llegan a Quisapincha a competir para llevarse el premio mayor. El pregón de Fiestas es realizado con la ayuda de los barrios, caseríos de Quisapincha en conjunto con de sus respectivas reinas y con las deferentes instituciones colegialas de la Provincia de Tungurahua. El Festival de Danzas Folklóricas se realiza en la Plaza Central. La elección de la Reina Virgen del Quinche se realiza por la noche en el Coliseo de Quisapincha. Después de todos estos días de fiesta, las novenas a nombre de la Virgen del Quinche comienza. En las novenas, se reza el Santo Rosario, y acompañada de la banda de músicos de retiran a la plaza a quemar las tradicionales chamizas y repartir los canelazos. El 20 de noviembre comienzan en la mañana con la procesión a Santa Zuela, lugar a donde fue llevada la imagen de la Virgen en sus inicios y la tarde se continua con el recibimiento de los Juegos Pirotécnicos, Pasada de Ceras y Flores, Reparto de la tradicional Chicha Aloja, el rezo del Santo Rosario, Serenata a Nuestra Madre del Quinche, Festival de Juegos Pirotécnicos y finalmente se termina el día con el Baile General. El 21 de noviembre, el día de la Gran Fiesta es celebrada a lo grande con la misa de fiestas.

### Iglesia Central de Quisapincha

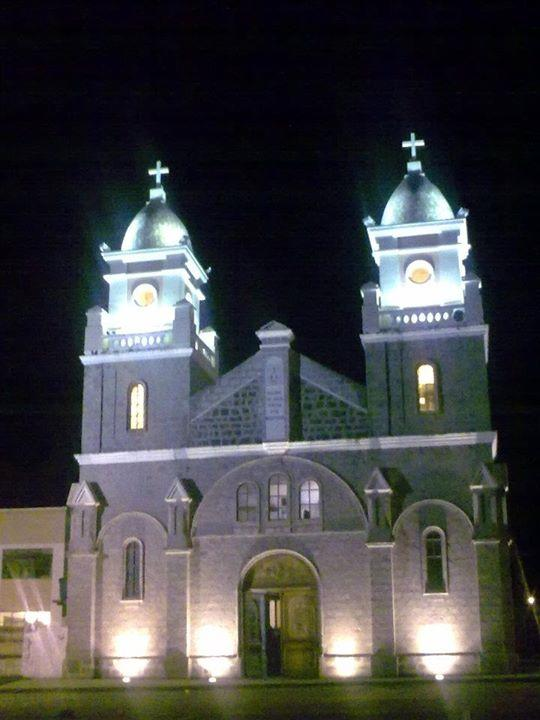
Iglesia Central de Quisapincha

La Iglesia de Quisapincha constituye parte importante del patrimonio cultural histórico del cantón Ambato y la Provincia por su historia, diseño y material de construcción. Su construcción se inició en el año de 1929 siguiendo el diseño realizado por el Padre Pedro H. Bruning. Gran trabajo y esfuerzo para los pobladores de la parroquia significó la conclusión de esta edificación sobre todo por estar hecha completamente de piedra, material que fue acarreado desde las minas de Pishilata y Pilata en los alrededores del río Alajua. El Templo de 8 metros de altura, 16 ventanas, 12 pilastras y 10 arcos interiores fue terminado en el año de 1942. Su fachada se muestra directamente al centro de la Plaza donde está ubicada, se encuentra conformada por dos torres: una que alberga el campanario y otra un gran reloj. Al interior sus grandes columnas y paredes también de piedra muestran la magnificencia de su construcción adornada con obras artísticas ubicadas en el altar como es la de la Virgen del Quinche (Patrona de la Parroquia), El Señor de la resurrección y San Francisco de Asís. Así mismo encontramos al lado derecho la imagen de San Antonio y al lado izquierdo una pequeña gruta con una hermosa custodia adornada con figuras de ángeles. En la parte posterior de la Iglesia existen escaleras que permiten subir hasta el reloj y observar su interesante mecanismo de poleas, así como a través de sus ventanas a la Plaza central y alrededores del templo. Este templo es considerado como patrimonio-cultural y religioso de Tungurahua y del Ecuador.

## Asociación San Antonio de Quisapincha

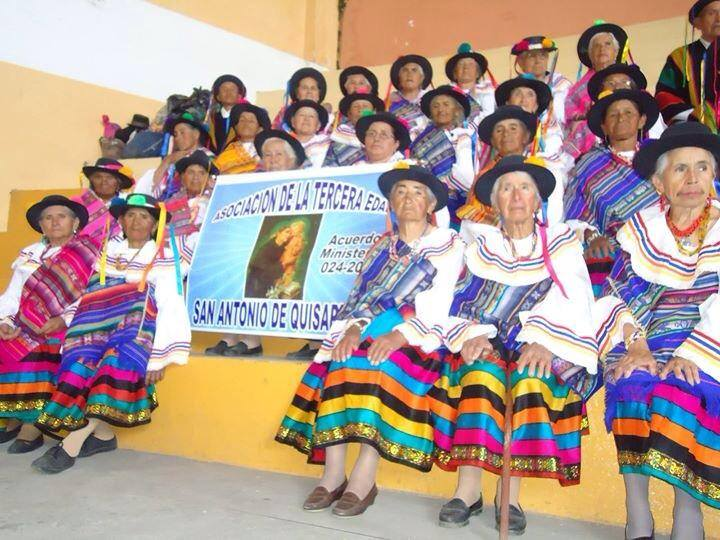

Es una oportunidad de vida la que tienen las mujeres de la tercera edad que se reunieron para conformar la Asociación San Antonio de Quisapincha. Luz Lucero es una de las integrantes, que se reúne con sus compañeras, todos los martes de 14:00 a 17:30 horas, para realizar diferentes actividades. La principal es que cuentan con una profesional que los ayuda en ejercicios físicos, actividad que les permite mejor calidad de vida. Otra de las actividades que desarrollan son artesanías de diversa calidad en lana. Se trata de productos que luego los comercializan en diferente ferias y reuniones.

## Fechas Importantes
- Fiesta del Niño Dios: el 31 de diciembre y el 1° de enero.

LOS HIJOS NO VISIBLES DEL PUEBLO Y SU HISTORIA RECIENTE
Autor: Melchor Rodríguez Núñez
Pedernales: junio, julio 2022
Quisapincha hasta los años sesenta del siglo pasado, no gozaba de los beneficios actuales como son: el buen estado de su carretera, red de caminos vecinales en buenas condiciones para facilitar que los productos de las comunidades indígenas se acerquen al centro del pueblo y su feria semanal o a la ciudad; centros de salud, escuelas no solo en el centro del pueblo sino también para las comunidades, incluyendo el Ciclo Básico y el Bachillerato; algunas cooperativas de transporte de pasajeros, de carga, taxis y camionetas para el transporte local, restaurantes, servicio de gasolinera, etc. 
```
Es el comercio del cuero y la manufactura de sus prendas de vestir como: chompas, abrigos, monederos, gorras, cinturones, etc., definitivamente es esta industria la que le cambió la cara al pueblo, dando un salto cualitativo a la modernidad y al confort, convirtiéndolo en un punto obligado del turismo nacional y extranjero. Atractivos almacenes desde la entrada del pueblo, abierto los siete días de la semana, facilidad de transporte, no lejos de la ciudad cabecera provincial, más la feria agropecuaria semanal es sin duda un pueblo seductor tanto para los negocios como para el turismo. Es la industria peletera la que hace el milagro de sacarlo al pueblo del estado de letargo al agitado movimiento del comercio de estos días. Lejos muy lejos ha quedado el vetusto y peligroso sistema de transporte de pasajeros de los camiones sólo para los días lunes de feria; como el camión del Adame que es muy posible que solo sea un lejano recuerdo de pocas memorias, luego mutaría al bus del Juanjuano o del Urbina con dos turnos, mañana y mediodía, más el servicio de los lunes de todo el día al que se sumaban los buses de la cooperativa Tungurahua. 
```

La celebración de los Reyes Magos en tiempos de navidades es una atracción anual que convoca a toda la población local y a uno que otro turista. Se pone en escena pública la historia bíblica dramatizada y contada en verso sobre el nacimiento de Jesús, en donde, un arrogante y déspota Herodes y su corte niega la existencia del nuevo rey, Jesús. Se opone rotundamente a que Melchor, Gaspar y Baltazar provenientes de Persia, La India y Arabia respectivamente más sus embajadores lleven sus regalos de oro, incienso y mirra hasta el rey de reyes.
```
La apertura del drama que es la primera noticia que recibe Herodes del nuevo rey, es por parte de un Ángel que anuncia el nacimiento del nuevo Mecías. Herodes por supuesto lo ignora, se burla y solo recibe respuesta a través de su delegado, el Singo (Vasallo o Delegado). El drama se va construyendo a través de versos con una métrica que varía de acuerdo a sus rimas y cadencias, las estrofas son de decenas de versos en donde los reyes y sus emisarios en tres ingresos consecutivos, alternativamente, van describiendo y justificando con razones al mismo tiempo que van debilitando la altanería y el orgullo de Herodes, explicándole del porqué debería acceder a la petición de dejarlos pasar a Belén a adorar a Jesús. Herodes con su corte que consta de su Reina y su Singo van respondiendo cada una de las intervenciones; siempre en verso, al principio con ironías, burlas e injurias, para lentamente, con el poder de la razón y la verdad irrefutable va cediendo, y en un triste y agónico epílogo con lágrimas en los ojos Herodes, de la altanería pasa a aceptar su triste derrota ante la adversidad y la nueva realidad, su poder y dominio ha quedado atrás y entiende que sus días de gloria han concluido, que efectivamente ha nacido el Cristianismo.
Una obra creada desde la imaginación, de uno de sus hijos más creativos que ha parido este pueblo, y que todavía él mismo no le ha hecho un justo reconocimiento a su desprendida labor. La parroquia, sus autoridades y sus habitantes como reseña de sus tradiciones deberían declarar este trabajo; Patrimonio Intangible, como parte de la herencia histórica de sus tradiciones. Otro tesoro que el pueblo también debería o mejor dicho sus autoridades, darle relevancia y archivarlas como reliquia de su arquitectura, son: sus casas antiguas de tapial macizo que deberían ser catastradas y declaradas Patrimonio Arquitectónico del pueblo con el apoyo del GAD cantonal o el gobierno central, para su restauración y mantenimiento.
El creador de ésta extensa obra literaria de aproximadamente de 300 a 400 estrofas (sólo es una estimación, sería bueno que alguien aporte con datos más precisos) contada en verso alrededor de los hechos bíblicos del nacimiento de Jesús. Don Luis Olmedo Nogales Poveda (1913-1976) un artesano del calzado. Multifacético y autodidacta que lo mismo tocaba el violín como el bandolín (instrumento parecido a la guitarra de 15 cuerdas agrupadas de a tres) o el “melodio” (instrumento de viento o aerófano parecido al órgano) director de teatro, actor, dramaturgo, poeta, maestro de capilla, secretario de la tenencia política, etc., La Parroquia no ha hecho justicia con éste hijo; no existe: una calle, una escuela, un colegio, un centro cultural que con méritos más que suficientes, lleve su nombre. Injusta o inmerecidamente se ha visto calles o escuelas con nombres de ciudadanos en donde su sólo mérito, ha sido tener poder económico. 
```

Tampoco existe una investigación, peor aún el nombre de una calle o un monumento a los héroes de la parroquia que lucharon junto al Ejército Libertador, por la independencia de la patria. Hay pequeñas reseñas orales de alguno, por ejemplo; de Segundo Melchor Rodríguez que regresó a su pueblo natal después de 7 años de concluida la última guerra en Ayacucho- Perú (1824) y ser abandonado a su suerte como a muchos otros ex soldados, a raíz de la desintegración del ejército libertador, y como era costumbre en los nacientes estados indolentes, recién emancipados de la corona española.
Sería aconsejable que la parroquia cuente con un historiador oficial y un museo para que se investigue, por ejemplo: ¿ quiénes fueron las primeras familias que trajeron los españoles y la iglesia con el propósito de colonizar y evangelizar el pueblo? Hay indicios que las primeras familias provenían del cantón Pujilí provincia de Cotopaxi. 
```
Nota: Se desconoce el año de su nacimiento y muerte de este patriota(Segundo Melchor Rodríguez) como también su segundo apellido.  
```

- Fiesta del dulce nombre: Se celebra en Semana Santa.
- Corpus Cristi.
- Fiesta de San Antonio: El 13 de junio.
- Fiestas taurinas por la fundación de la parroquia y el Inti Raymi (Fiestas del sol) durante el mes de junio.
- Fiesta de la Virgen de El Quinche: El 21 de noviembre.

## Lugares Turísticos
Entre los atractivos que tiene la parroquia está el Cerro Mendisurco, la Cascada de Huagra Corral, el Casahuala y el Mirador de Saguatoa, lugares que se han constituido en un referente de desarrollo turístico.
Claro ejemplo está la comunidad de Nueva Tondolique, que está organizada para recibir a los viajeros y conducirlos por sus enigmáticos senderos ecológicos.
La Iglesia Central, construida en piedra negra tallada, que simboliza la religiosidad de las personas, es otro atractivo para los visitantes. Esta hermosa arquitectura tiene dos juegos de campanas en la torre del lado derecho y en la torre izquierda está un reloj análogo. También: 
- Plaza Central
- Curtiembre Quisapincha ([http://www.curtiembrequisapincha.com ])

- Datos: Q7272615
- Multimedia: Quisapincha / Q7272615